# Denkschriften der Kaiserlichen Akademie der Wissenschaften. Mathematisch-naturwissenschaftliche Klasse
Denkschriften der Kaiserlichen Akademie der Wissenschaften. Mathematisch-naturwissenschaftliche Klasse, (abreviado como Denkschr. Kaiserl. Akad. Wiss., Wien. Math.-Naturwiss. Kl.), foi uma revista ilustrada com descrições botânicas que foi editada em Viena, Áustria. Publicaram-se 92 números entre os anos de 1850-1916. Foi substituída por Kaiserliche Akademie der Wissenschaften in Wien. Mathematisch-Naturwissenschaftliche Klasse. Denkschriften